# Apostolicam Actuositatem

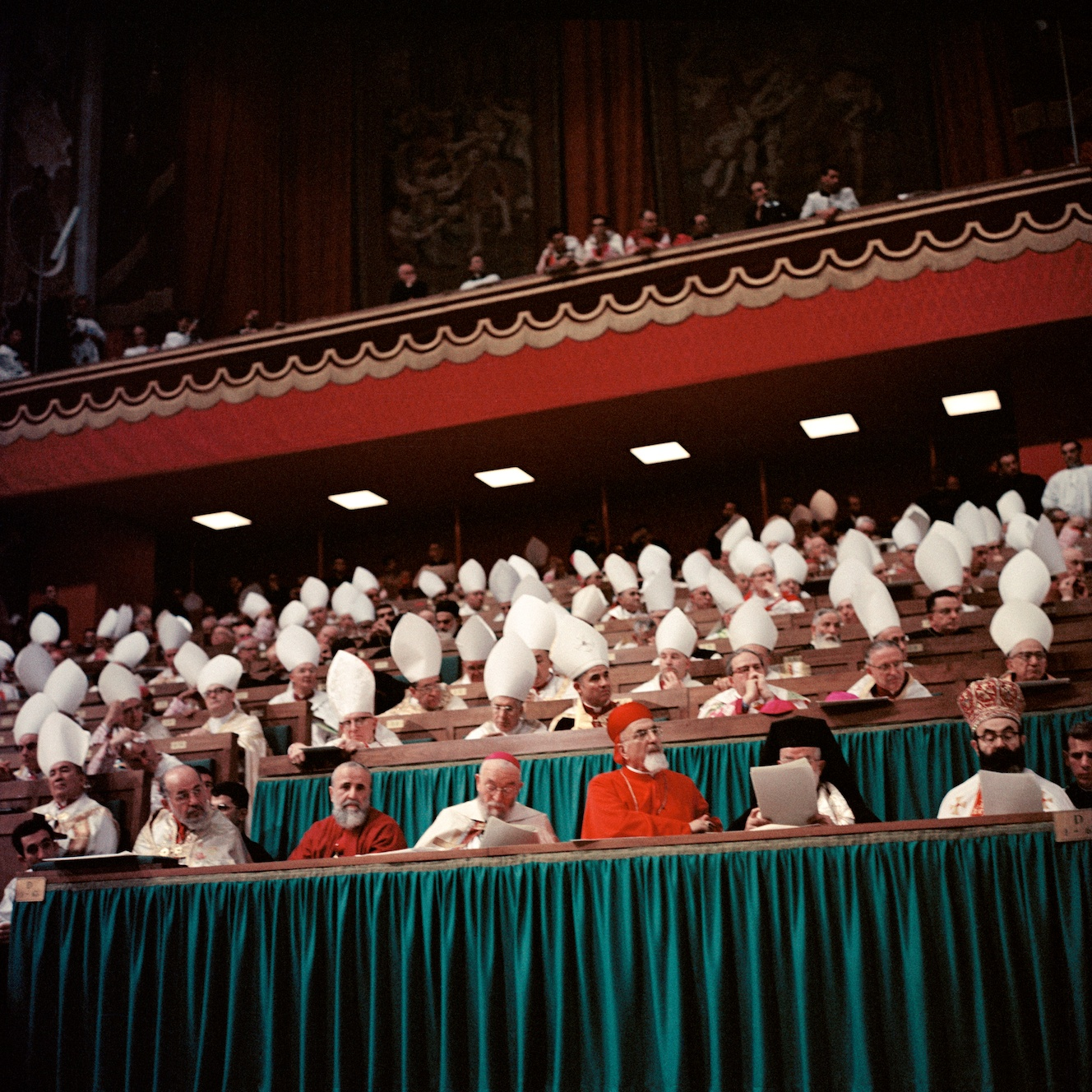
Concílio Vaticano II.

Apostolicam Actuositatem é o decreto do Concílio Vaticano II sobre o Apostolado dos Leigos. Foi aprovado pelo voto de 2.340 votos a 2 dos bispos reunidos no Concílio e promulgado pelo Papa Paulo VI em 18 de novembro de 1965. O título em latim significa "Atividade Apostólica", que vem da primeira linha do decreto, como é costume em documentos católicos importantes. O objetivo do documento era encorajar e guiar os leigos católicos em seu serviço cristão. Neste decreto, o Concílio procurou descrever a natureza, o caráter e a diversidade do apostolado leigo, estabelecer seus princípios básicos e dar diretrizes pastorais para seu exercício mais eficaz. Os objetivos específicos do ministério leigo são: evangelização e santificação, renovação da ordem temporal pela qual Cristo é o primeiro em todas as coisas, e obras de caridade e ajuda social. O decreto cita Colossenses 3:17: "Tudo o que façais por palavra ou por obra, fazei tudo em nome do Senhor Jesus Cristo, dando graças a Deus Pai por Ele". 

## Pano de fundo
Apostolicam Actuositatem dá seguimento à Lumen gentium, a "Constituição dogmática sobre a Igreja", de 21 de novembro de 1964, que no capítulo IV trata dos leigos, entendendo-se por todos os fiéis exceto os das Ordens sagradas ou dos institutos religiosos. “Eles vivem nas circunstâncias normais da vida familiar e social, a partir da qual a própria teia de sua existência é tecida. ... guiados pelo espírito do Evangelho, eles podem trabalhar pela santificação do mundo de dentro como fermento. Assim, eles podem tornar Cristo conhecido aos outros, especialmente pelo testemunho de uma vida resplandecente na fé, esperança e caridade.
O Pontifício Conselho para os Leigos teve sua fundação no Apostolicam Actuositatem do Vaticano II - Decreto sobre o Apostolado dos Leigos §26. O conselho foi criado em janeiro de 1967 pelo Motu proprio Catholicam Christi Ecclesiam do Papa Paulo VI. Em dezembro de 1976, o conselho foi incluído como um elemento permanente da Cúria Romana. Em setembro de 2016, suas funções foram transferidas para o novo Dicastério para os Leigos, Família e Vida. 

## Conteúdo
Os números fornecidos correspondem aos números das seções do texto.

### Introdução (1)
- O apostolado dos leigos deriva de sua vocação cristã e a Igreja não pode ficar sem ela. (1)

### A vocação dos leigos para o apostolado (2-4)
- Os leigos participam do ofício sacerdotal, profético e real de Cristo e, portanto, têm sua própria participação na missão de todo o povo de Deus. (2)
- Os leigos são chamados por Deus a exercer o seu apostolado no mundo como fermento, com o ardor do espírito de Cristo. (2)
- A pessoa se engaja no apostolado por meio da fé, esperança e caridade que o Espírito Santo difunde no coração de todos os membros da Igreja. (3)
- Este projeto de vida espiritual dos leigos deve assumir o caráter particular do estado de casado ou de família, de solteiro ou de viúvo, do estado de saúde e da atividade profissional e social. Não devem cessar de desenvolver seriamente as qualidades e talentos que lhes foram conferidos de acordo com essas condições de vida, e devem fazer uso dos dons que receberam do Espírito Santo. ... Devem também ter em alta estima a habilidade profissional, o espírito familiar e cívico e as virtudes relacionadas aos costumes sociais, a saber, honestidade, justiça, sinceridade, bondade e coragem, sem as quais nenhuma vida cristã verdadeira pode existir. ... O exemplo perfeito deste tipo de vida espiritual e apostólica é a Santíssima Virgem Maria, Rainha dos Apóstolos, que enquanto conduzia uma vida comum a todos aqui na terra, cheia de preocupações e trabalhos familiares, sempre esteve intimamente unida a seu Filho. ... [3] (4)

### Objetivos (5-8)
- O leigo, sendo ao mesmo tempo crente e cidadão, deve ser continuamente guiado por uma consciência cristã. [4] (5)
- «O apostolado da Igreja e de todos os seus membros tem como objetivo principal manifestar a mensagem de Cristo por palavras e atos e comunicar a sua graça ao mundo. [5] (6)
- A piedade pelos necessitados e enfermos e as obras de caridade e ajuda mútua destinadas a suprir as necessidades humanas de todo tipo são tidas na mais alta honra pela Igreja. (8)

### Os vários campos do apostolado (9-14)
- Os leigos com a atitude apostólica correta suprem o que falta aos seus irmãos e renovam o espírito dos pastores e do restante dos fiéis (1 Cor. 16: 17-18) (9)
- Os leigos não devem limitar sua cooperação às fronteiras paroquiais ou diocesanas, mas esforçar-se por estendê-la aos campos interparoquial, interdiocesano, nacional e internacional. (10)
- O apostolado dos casados e das famílias reveste-se de uma importância ímpar para a Igreja e a sociedade civil (11).
- Se o zelo juvenil está imbuído do espírito de Cristo e é inspirado pela obediência e pelo amor à Igreja, pode-se esperar que seja muito fecundo. (12)
- As crianças também têm seu próprio trabalho apostólico a fazer. De acordo com sua capacidade, eles são verdadeiras testemunhas vivas de Cristo entre seus companheiros. (13)
- Entre os sinais dos nossos tempos, é especialmente notável o sentido cada vez mais crescente da solidariedade de todos os povos. (14)

### As várias formas de apostolado (15-22)
- Os leigos podem exercer sua atividade apostólica individualmente ou em conjunto como membros de vários grupos ou associações. (15)
- O apostolado individual, fluindo generosamente em uma vida verdadeiramente cristã (Jo 4:14), é a origem de todo o apostolado leigo, mesmo do tipo organizado, e não admite substituto. (16)
- O apostolado individual tem um campo especial em áreas onde os católicos são poucos e amplamente dispersos. (17)
- A forma unificada e organizada do apostolado precisa ser fortalecida. Só a reunião de recursos é capaz de cumprir plenamente os objetivos do apostolado moderno e proteger com firmeza seus interesses. (18)
- As sociedades laicas, como a Ação Católica, promovem o objetivo apostólico da Igreja, isto é, a evangelização e santificação dos homens e a formação de uma consciência cristã e podem infundir o espírito do Evangelho em várias comunidades e setores da vida. (20)

### Relações Externas (23-27)
- A cooperação entre os vários projetos de apostolado deve ser adequadamente dirigida pela hierarquia. (23)
- Nenhum projeto pode reivindicar o nome de “Católico” a menos que tenha obtido o consentimento da autoridade legal da Igreja. (24)
- Além disso, deve ser estabelecido um secretariado especial na Santa Sé para o serviço e a promoção do apostolado dos leigos (26).
- O evangelho requer a cooperação dos católicos com outros cristãos. (27)

### Formação para o apostolado (28-32)
- O apostolado leigo pode atingir sua máxima eficácia somente por meio de uma formação diversificada e completa. (28)
- O treinamento para o apostolado leigo deve começar com a educação inicial da criança. Os adolescentes e os jovens devem ser iniciados no apostolado e imbuídos do seu espírito. Esta formação deve ser aperfeiçoada ao longo de toda a vida. (30)
- Vários tipos de apostolado exigem também uma formação especialmente adequada. No que se refere ao apostolado para evangelizar e santificar os homens, os leigos devem ser formados de maneira especial. (31)

### Exortação (33)
- O santíssimo conselho implora fervorosamente a todos os leigos no Senhor que respondam com alegria, nobre e prontamente ao convite mais urgente de Cristo nesta hora e ao impulso do Espírito Santo. (33)